# 施卢赫塞
施卢赫塞（德語：Schluchsee，發音：[ˈʃluːxˌzeː]）是德国巴登-符腾堡州弗赖堡行政区布赖斯高-上黑林山县的市镇，得名于同名湖泊，面积69.43平方千米，2023年12月31日人口为2,541人。